# Marie-Josèphe d'Autriche (1687-1703)
Pour les articles homonymes, voir Marie-Anne-Josèphe d'Autriche, Marie-Josèphe d'Autriche et Marie-Josèphe d'Autriche (1751-1767).
Marie-Josèphe d'Autriche (6 mars 1687 - 14 avril 1703), est la fille de Léopold Ier du Saint-Empire et de sa troisième épouse Éléonore de Neubourg. 

## Biographie
Née au palais de la Hofburg à Vienne, elle est la cinquième fille de l'empereur Léopold Ier et d'Éléonore de Neubourg. Elle est la sœur des empereurs Joseph Ier et Charles VI du Saint-Empire, de la reine Marie-Anne de Portugal et de la gouvernante des Pays-Bas autrichiens, Marie-Élisabeth d'Autriche. 
Marie-Josèphe succombe à la variole à l'âge de seize ans et est inhumée dans la Crypte des Capucins, tandis que son cœur en placé en l'église des Augustins. 